# Ihor Czuczman
Ihor Romanowycz Czuczman, ukr. Ігор Романович Чучман (ur. 15 lutego 1985 roku we Lwowie) – ukraiński piłkarz, grający na pozycji obrońcy, a wcześniej napastnika.

## Kariera piłkarska

### Kariera klubowa
Wychowanek klubu Karpaty Lwów. Występował w juniorskich mistrzostwach Ukrainy (DJuFL) w klubach Karpaty Lwów oraz FK Obuchów. W 2001 rozpoczął karierę piłkarską w drugiej drużynie Borysfena Boryspol. Potem występował w trzeciej i drugiej drużynie Dynama Kijów. Podczas przerwy zimowej sezonu 2004/05 przeszedł do Zakarpattia Użhorod, a 24 kwietnia 2005 debiutował w Wyższej lidze w meczu z Metałurhiem Zaporoże. Latem 2006 został zaproszony do Karpat Lwów, ale nie potrafił przebić się do podstawowego składu, dlatego już zimą 2007 powrócił do Zakarpattia Użhorod. W styczniu 2008 przeszedł do Illicziwca Mariupol, w którym występował do końca 2010. Na początku 2011 powrócił do Zakarpattia Użhorod, w którym występował do lata 2011.

### Kariera reprezentacyjna
Występował w juniorskich reprezentacjach Ukrainy różnych kategorii wiekowych.

## Sukcesy
- mistrz Perszej lihi: 2007/08
- wicemistrz Perszej lihi: 2006/07